# Conneforde
Conneforde ist ein Ortsteil der Gemeinde Wiefelstede im Landkreis Ammerland in Niedersachsen.

## Geographie und Verkehrsanbindung
Die Bauerschaft liegt etwa 9 km nordwestlich von Wiefelstede und hat etwa 300 Einwohner. Die Landesstraße 819 durchquert den Ort. Über die südlich verlaufende L 820 ist die A 29 schnell zu erreichen. Die Buslinie 330 des VBN fährt täglich stündlich über Wiefelstede nach Oldenburg. Östlich angrenzend liegt der Flugplatz Wiefelstede-Conneforde.

## Geschichte
Die an der Wapel liegende Burg Conneforde wurde erstmals 1337 urkundlich erwähnt. Sie wurde wahrscheinlich von Graf Konrad I. in der ersten Hälfte des 14. Jahrhunderts an der Friesischen Heerstraße als Grenzfestung gegen die Friesen erbaut. Es handelt sich um einen fast quadratischen Burgplatz mit einer rechteckig angelegten Vorburg, beides von Wall und Graben umgeben. Die gesamte Anlage war etwa 80 × 50 m groß. 1966 wurden die letzten Wallreste eingeebnet. Der Name Conneforde leitet sich wahrscheinlich nach der Lage dieser Burg von Konrads Furt ab.
Obwohl die Bürger weiterhin in Wiefelstede zur Kirche gingen, gehörte Conneforde ab 1577 zusammen mit Spohle zu Varel, ab 1857 zur Gemeinde Varel-Land. Im Zuge der kommunalen Gebietsreform in Niedersachsen wurde der südliche Teil von Conneforde zusammen mit Spohle, Herrenhausen und Hullenhausen der Gemeinde Wiefelstede zugeordnet. 1980 wurde dann im Zuge der Wiedererrichtung des 1977 in seiner alten Form aufgelösten Landkreises Friesland der nördliche Teil ebenfalls nach Wiefelstede eingemeindet.

## Kultur
Um den Bernsteinsee, einen Baggersee, haben sich im Laufe der letzten Jahre zahlreiche Freizeitanlagen etabliert, die den Ort als Naherholungsgebiet bekannt machen. Auf dem Heinenbarg finden seit 1920 jährlich im Juni Sonnenwendfeiern statt.

## Vereine
In Conneforde haben der Ahnenstättenverein Conneforde e.V., der Heimatverein Conneforde e.V. und der Verein Fliegerfreunde Conneforde e.V. ihren Sitz.